# Hajdinjak
Hajdinjak je priimek v Sloveniji, ki ga je po podatkih Statističnega urada Republike Slovenije na dan 1. januarja 2010 uporabljalo 587 oseb.

## Znani nosilci priimka
- Aljana Hajdinjak, obllikovalka maske
- Andrej Hajdinjak, oblikovalec svetlobe
- Angela Hajdinjak, medicinska sestra
- Bojan Hajdinjak, direktor Centra za izobraževanje "Cene Štupar"
- Boris Hajdinjak, zgodovinar, gimn. prof., direktor Sinagoge Maribor
- Cynthia Hajdinjak, ilustratorka (Argentina)
- Dušan Hajdinjak, kolesar
- Katja Hajdinjak, plavalka
- Maja Hajdinjak, novinarka, slovenistka, urednica
- Martina Hajdinjak, telovadka (gimnastičarka)
- Matej Hajdinjak, častnik Slovenske vojske
- Melita Hajdinjak (*1977), elektrotehničarka in matematičarka, ddr.
- Valentin Hajdinjak (*1973), ekonomist, politik, direktor DARS